# Bessemer Motor Truck Company
Die Bessemer Motor Truck Company mit Sitz in Grove City im US-Bundesstaat Pennsylvania baute von 1911 bis 1926 Nutzfahrzeuge mit 0,75 bis 3,5 tn. sh. (0,7 bis 3,2 Tonnen) Nutzlast. Diese Fahrzeuge hatten Vierzylindermotoren und zunächst Kettenantrieb. Sie wurden bald von Ausführungen mit Kardanantrieb abgelöst. 1923 kam es zum Zusammenschluss mit der American Motors Corporation in Plainfield, New Jersey (kein Bezug zur späteren AMC) zur Bessemer-American Motors Corporation. 1926, dem Jahr der Produktionseinstellung, erschienen neue Modelle mit Sechszylindermotoren und einer Nutzlast bis 4 tn. sh. (3,6 Tonnen). Der Markenname lautete stets Bessemer und es wurden durchweg Continental-Motoren verwendet. Die Bessemer-American Corporation produzierte noch bis 1926 Personenwagen der Marke American Six. Das Unternehmen endete mit einer Insolvenz.

## Unternehmensgeschichte
Der Name des Unternehmens und seiner Produkte geht auf den im Manufacturing Belt, zu dem auch Pennsylvania gehört, hoch geachteten, britischen Ingenieur und Erfinder Sir Henry Bessemer (1813–1898) zurück. Offenbar wurde er gewählt, ohne dass es einen direkten Bezug gibt. Henry Bessemer ließ sich ein Verfahren zur Entkohlung von Roheisen durch Einblasen von Luft oder Dampf patentieren ("Bessemerbirne").
Die Bessemer Motor Truck Company hatte ihren Sitz in Grove City im US-Bundesstaat Pennsylvania.  Auch zum Motorenhersteller Bessemer Gas Engine Company, der von 1896 bis 1929 ebenfalls in Grove City produzierte und in Cooper-Bessemer aufging, existiert trotz der geografischen und zeitlichen Übereinstimmung kein bekannter Bezug.

### Konfektionierte Fahrzeuge

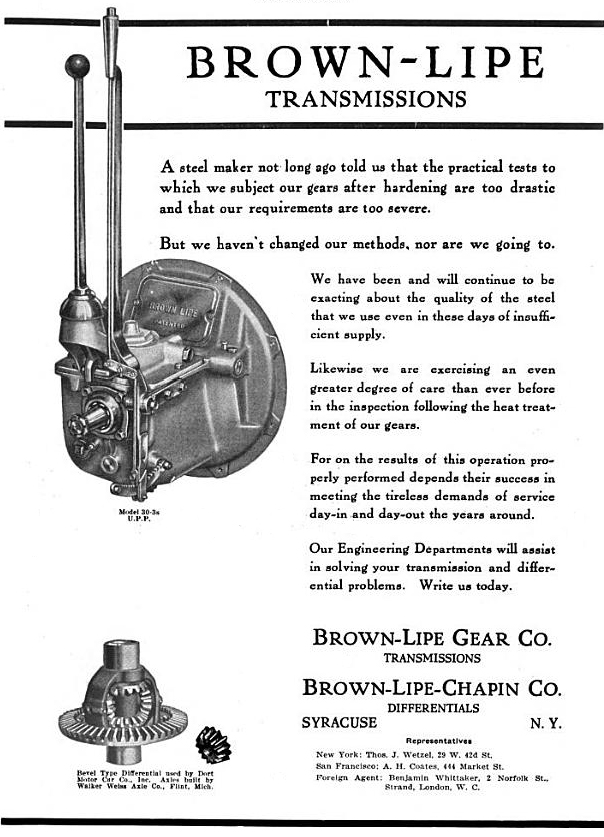
Brown-Lipe LKW-Getriebe (1917)

Bessemer-Nutzfahrzeuge wurden als Assembled vehicles hergestellt, das heißt, dass sie aus Bestandteilen und Komponenten vom Zulieferern konfektioniert wurden. Das war im damaligen Motorfahrzeugbau verbreitet und ermöglichte auch kleineren Anbietern eine rationelle und profitable Produktion, die sich im Nutzfahrzeugbau lange halten konnte. Je nach Hersteller wurden nicht nur Motoren und Aufbauten, zugekauft, sondern praktisch jede Fahrzeugkomponente, insbesondere aber Getriebe, Kupplungen und Achsen. Immerhin scheint Bessemer eigene Fahrgestelle verwendet zu haben.
So weit bekannt, wurden alle Bessemer-Lkw von Continental-Motoren angetrieben, wobei es sich fast durchweg um Vierzylinder handelte. Erst kurz vor dem Produktionsende erschienen auch Fahrzeuge mit Sechszylindermotoren.

### Die frühen Modelle
Die beiden ersten beiden Lastwagen trugen Nutzlasten von 1 und 2 tn. sh. (0,9 bis 1,8 t). Sie konnten anhand einer Serie von Fotografien aus den Jahren 1913 und 1914 mit hoher Wahrscheinlichkeit als Zweitonner Model A und Eintonner Model B identifiziert werden. 1913 ersetzte ein kleineres Model C mit einer Nutzlast 0,75 tn. sh. (0,7 t) und einem Listenpreis von US$ 1250,- den Eintonner und das Programm wurde um einen 2½-Tonner (2,3 t) zu US$ 2100,- erweitert. Der Zweitonner kostete ab US$ 1800,-.
Technisch scheinen sich alle diese Fahrzeuge sehr ähnlich gewesen zu sein. Continental-Motoren und Kettenantrieb auf die Hinterräder werden explizit erwähnt. Dabei übertrug eine eher unübliche Konuskupplung und ein nicht näher erläutertes "progressives" Dreiganggetriebe die Leistung, statt des später verwendeten, konventionellen Getriebes.  Das Differential und die Antriebswellen sind am Rahmen montiert und übertragen die Kraft über Ketten auf die Hinterräder. Kardan- und andere Antriebswellen setzten sich erst später durch.
Mehrere Quellen führen Hinterachsen und Kugellager von Timken an. Bessemer warb bereits um 1916 mit Linkslenkung, die sich in den Vereinigten Staaten immer mehr durchsetzte, und der mittigen Anordnung von Schalt- und Handbremshebel, die geschlossene Fahrerkabinen ermöglichte.
Ab 1916 erschienen neue Modelle mit moderner Technik. So ersetzten nach und nach Dreigang-Schieberadgetriebe die bisherigen Getriebe und bis 1918 waren fast alle Fahrgestelle mit Kettenantrieb von solchen mit Wellenantrieb abgelöst worden. Bessemer verwendete bei den leichten Versionen Achsantriebe mit Kegelrädern und bei den schwereren Schneckengetriebe. Nun gab es fünf Modelle mit 0,75 bis 5 tn. sh. (0,7 bis 4,5 t) Nutzlast, wovon vier namentlich bekannt sind. Angaben fehlen zum größten Modell. Das leichteste Fahrgestell kostete 1916 ab Werk US 975,-, das schwerste mit 5 tn. sh. (ca. 4,5 t) US$ 4295,-.

#### Britische Darstellung
Das Motor, Marine and Aircraft Red Book von  W. C. Bersey und A. Dorey, herausgegeben 1917, deckt die Jahre 1913 bis 1917 ab. Es listet Bessemer-Lkw nur für 1916. Weil diese Angaben von den amerikanischen Quellen abweichen, finden sie sich nachstehend in kompilierter Form und mit Erläuterungen. Modellbezeichnungen sind nicht überliefert, der angegebene Hubraum ist aus diesen Angaben errechnet und daher möglicherweise scheingenau.
| Bauzeit belegt für | Hilfsbez.   | Nutzlast               | Motor Zylinder        | Leistung bhp | B × H Zoll/mm | Hubraum ci/cm³ (errechnet) | Antrieb              | Listenpreis 1916 | Bemerkungen                                                 |
| ------------------ | ----------- | ---------------------- | --------------------- | ------------ | ------------- | -------------------------- | -------------------- | ---------------- | ----------------------------------------------------------- |
| 1916               | 0,8 t       | 15 cwts. 0,8 t         | 4 Zyl. sv Continental | 20           | 89×127        | 3153 cm³                   | Welle, innenverzahnt | GB₤ 300,-        | Entspricht dem Bessemer Model G                             |
| 1916               | 1,0 t Kette | 20 cwts. 1 t           | 4 Zyl. sv Continental | 20           | 89×127        | 3160 cm³                   | Ketten               | GB₤ 360,-        |                                                             |
| 1916               | 1,8 t Kette | 30–40 cwts. 1,3–1,8 kg | 4 Zyl. sv Continental | 28           | 79×133        | 2608 cm³                   | Ketten               | GB₤ 490,-        |                                                             |
| 1916               | 1,8 t       | 40 cwts. 1,8 t         | 4 Zyl. sv Continental | 28           | 79×133        | 2608 cm³                   | Welle, Schnecke      | GB₤ 535,-        | Vorläufer Modelle D, J                                      |
| 1916               | 3,6 t       | 60–80 cwts. 2,7–3,6 t  | 4 Zyl. sv Continental | 38           | 114×140       | 5716 cm³                   | Welle, Schnecke      | GB₤ 750,-        | Entspricht dem Model E                                      |
| 1916               | 5,6 t       | 110 cwts. 5,6 t        | 4 Zyl. sv Continental | 38           | 114×140       | 5716 cm³                   | Welle, Schnecke      | GB₤ 850,-        | Entspricht dem namentlich nicht bekannten Lkw mit 5 tn. sh. |

Demnach wurden 1916 im Vereinigten Königreich sechs verschiedene Bessemer-Modelle mit Nutzlasten zwischen 15 und 110 cwts. (ca. 0,75 bis 5,6 t) angeboten. Es gab nur noch zwei Ausführungen mit Antriebsketten; der kleinere trug eine Nutzlast von 20 cwts. (1,0 t), der größere 30 bis 40 cwts. (ca. 1,4 bis 1,8 t) Nach amerikanischen Quellen war ein 1918 nicht mehr nachweisbarer Lkw mit 1,5 tn. sh. (ca. 1,4 t) Nutzlast die letzte Version mit Kettenantrieb.

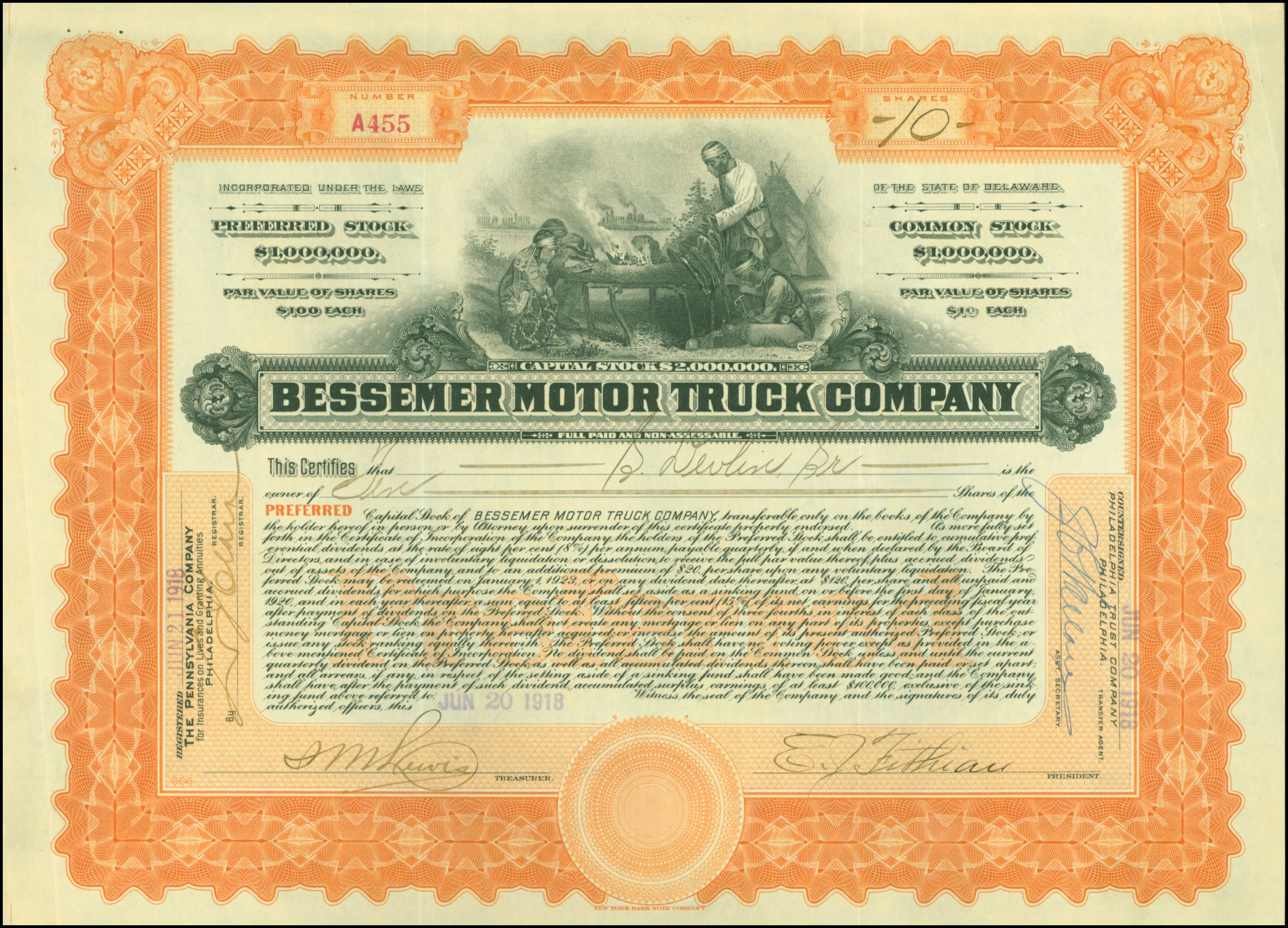
Aktie der Bessemer Motor Truck Company vom 20. Juni 1918

Für weitere drei der sechs Ausführungen für den britischen Markt finden sich Entsprechungen in amerikanischen Quellen. Zwei davon können einer spezifischen Baureihe zugeordnet werden, nämlich die Lkw mit Nutzlasten von 15 cwts. (0,8 t) dem Bessemer Model G und 60–80 cwts. (2,7–3,6 t) dem Bessemer Model E. Model G lässt sich für die gesamte weitere Bestehenszeit des Unternehmens nachweisen, auch nach dem 1923 erfolgten Zusammenschluss zur Bessemer-American Motors Corporation. Der im Red Book gelistete schwere Lkw mit einer Nutzlast von 110 cwts. (ca. 5,6 t) dürfte dem in den USA belegten Fünftonner entsprochen haben. Wenn das zutrifft, gab es auch eine enge technische Zusammengehörigkeit zum Model E.
Konuskupplungen sind noch 1918 für fast alle Modelle außer dem kleinsten, Model G, nachweisbar, wurden aber kurz darauf ebenfalls durch Einscheibentrockenkupplungen ersetzt.

### Zusammenschluss

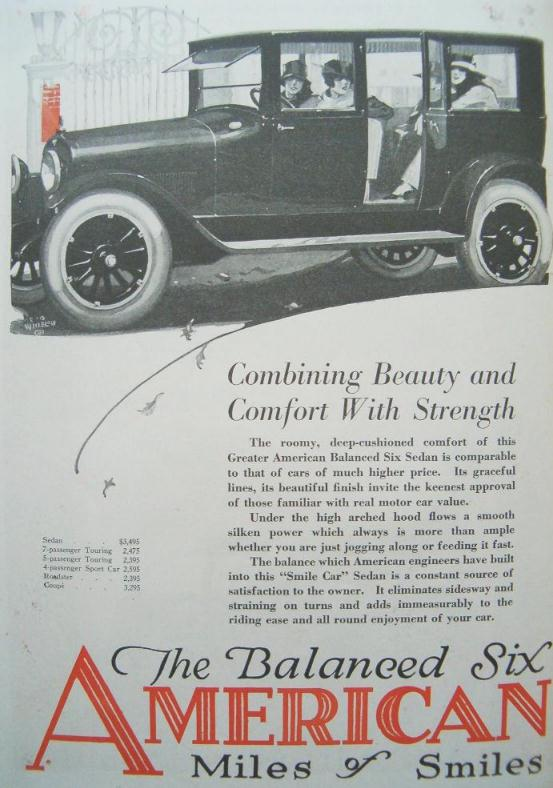
Werbung der American Motors Corporation von 1921

Das Ende des Ersten Weltkriegs brachte große wirtschaftliche Veränderungen mit sich. Während der Markt für Personenwagen ausgetrocknet war weil die Autoherstellung kriegsbedingt benachteiligt gewesen war bei der Zuteilung von Material und Transportkapazitäten, erlebte der Nutzfahrzeugbereich eine gegenteilige Entwicklung. Er war für die Rüstungsproduktion massiv ausgebaut worden und sah sich nun sehr kurzfristig mit einer Überproduktion konfrontiert, als die Regierung ihre Bestellungen für Armeelastwagen stornierte. Gleichzeitig wurde als Folge er Demobilisierung der Markt überschwemmt mit nicht mehr benötigten aber preiswerten, robusten und gut gewarteten Nutzfahrzeugen. Dabei wurde das Schlimmste sogar noch verhindert, indem durch Lobbyarbeit erreicht wurde, dass die American Expeditionary Forces ihre in Europa nicht mehr benötigten Fahrzeuge dort verkauften anstatt sie ebenfalls zurückzuführen. In der Folge brach die Nachfrage nach Neufahrzeugen sowohl in den USA wie auch der Export ein und es kam zu einer ersten Konzentration in der Branche. Verschärft wurde die Situation noch durch eine Landwirtschaftskrise, die eigentlich eine Schuldenkrise der Farmer war. Viele kleine, oft nur regional tätige Nutzfahrzeughersteller schlossen sich zusammen, wurden übernommen oder gaben auf. Manche Autobauer mit einer Nutzfahrzeugabteilung entschieden sich für den Ausstieg (wie Packard) oder ließen fremd produzieren (wie Pierce-Arrow). Bei White ging man den umgekehrten Weg und gab den PKW-Bau auf, um sich auf Nutzfahrzeuge zu konzentrieren.
Auch Bessemer suchte bald Partner. Zuerst wurde allerdings ein neues Werk in Philadelphia erstellt. Es war zwar 1922 fertiggestellt, wurde aber nie bezogen. 1923 kam es stattdessen zu einem Zusammenschluss mit der American Motors Corporation in Plainfield, New Jersey. Daraus entstand die Bessemer-American Motors Corporation. Zum Ende des Jahres 1923 verlegte Bessemer die Produktion nach Plainfield, wo sie Anfang 1924 anlief.

### Die letzten Jahre
Zu den letzten Ausführungen gibt es nur vage Angaben. Bestätigt sind zwei neue Modelle für 1923, einerseits ein Lkw mit 3 tn. sh. Nutzlast und andererseits ein Omnibus mit 16 Plätzen – das einzige nachweisbare Fahrzeug dieser Art von Bessemer.
1925 gab es mindestens drei Lkw-Modelle, nämlich den schon genannten Eintonner Model G sowie die größeren Model H2 mit 1,5 tn. sh. (ca. 1,3 t) und Model K2 mit 4 tn. sh. (ca. 3,6 t) Nutzlast. Ob der Dreitonner als vierte Version noch erhältlich war, geht aus den Quellen nicht hervor. Model H2 hatte einen Radstand von 144 Zoll (3658 mm) und den
Vierzylindermotor Continental N mit einem N.A.C.C.-Rating von 22,5 HP. Die Kraftübertragung erfolgte über eine Borg-&-Beck-Kupplung auf ein Getriebe von Brown-Lipe. Die Reifengrößer wird mit 36 Zoll rundum vermerkt. Ebenfalls noch mit einem Vierzylindermotor, nämlich dem Continental E-7 musste das Model K2 auskommen. Auch diese Daten sind unvollständig. Genannt werden ein N.A.C.C.-Rating von 32,4 HP, ein Radstand von 175 Zoll (4445 mm), eine Shuler-Hinterachse sowie Reifen der Dimension 36 × 5 Zoll vorn und 36 × 10 Zoll hinten.
Zeittypisch hatten H2 und K2 ab Werk keine Luftreifen.
1926 wurde mit dem  Speed Truck ein erstes Sechszylindermodell angeboten. Er hatte eine Nutzlast von 1 tn. sh. und löste damit wohl das Model G ab. Vermerkt werden wiederum ein Continental-Motor, eine Untersetzung für höhere Geschwindigkeiten, Luftreifen und ein Listenpreis ab US$ 1250,-. Viele dürften nicht mehr entstanden sein, denn American-Bessemer musste im Laufe des Jahres schließen.

### Amalgamated Motorsund Ende
1924 gab es Presseberichte über eine weitere bevorstehende Fusion mit Northway und Winther, möglicherweise unter dem Namen Amalgamated Motors Corporation. Eine solche wurde jedoch nie vollzogen.
Die Bessemer-American Motors Corporation existierte bis 1926.

## Technik
Bis 1924, wurden Vierzylindermotoren von Continental verwendet. Für das letzte Modelljahr 1925 wurden Modelle mit Sechszylindermotoren angeboten, die ebenfalls von Continental zugekauft wurden. Das Lieferprogramm umfasste nun Nutzlasten von 1 bis 4 sh. tn.
Detaillierte Daten liegen nur für die Modelljahre 1917/1918 und ohne ein kleineres Modell mit 0,75 tn. sh. Nutzlast (680 kg) vor. Es wird in der Literatur für 1918 ebenfalls erwähnt, doch ist dazu außer einem Listenpreis von US$ 975,- nichts bekannt.
| Daten                           | Model G | Model J | Model D | Model E |
| ------------------------------- | --- | --- | --- | --- |
| Nutzlast                        | 1 tn. sh. 2.000 lb 907 kg                                                                                                | 2 tn. sh. 4.000 lb 1.815 kg                                                                                              | 2 tn. sh. 4.000 lb 1.815 kg                                                                                              | 3½ tn. sh. 7.000 lb 3.175 kg                                                                                             |
| Motoren- hersteller:            | Continental Motors Company, Muskegon, Michigan (USA)                                                                     | Continental Motors Company, Muskegon, Michigan (USA)                                                                     | Continental Motors Company, Muskegon, Michigan (USA)                                                                     | Continental Motors Company, Muskegon, Michigan (USA)                                                                     |
| Motor:                          | Vierzylinder-Reihenmotor, Viertakt                                                                                       | Vierzylinder-Reihenmotor, Viertakt                                                                                       | Vierzylinder-Reihenmotor, Viertakt                                                                                       | Vierzylinder-Reihenmotor, Viertakt                                                                                       |
| Motorblock:                     | Grauguss Monoblock Sackzylinder                                                                                          | Grauguss Monoblock Sackzylinder                                                                                          | Grauguss Monoblock Sackzylinder                                                                                          | Grauguss paarweise gegossene Sackzylinder                                                                                |
| Hubraum: (errechnet, gerundet)  | 3.153 cm³ | 4.607 cm³ | 4.607 cm³ | 8.620 cm³ |
| Bohrung × Hub:                  | 3½ × 5 Zoll 89 × 127 mm                                                                                                  | 4⅛ × 5¼ Zoll 105 × 133 mm                                                                                                | 4⅛ × 5¼ Zoll 105 × 133 mm                                                                                                | 5½ × 5½ Zoll 140 × 140 mm                                                                                                |
| Ventile:                        | 2 Ventile pro Zylinder                                                                                                   | 2 Ventile pro Zylinder                                                                                                   | 2 Ventile pro Zylinder                                                                                                   | 2 Ventile pro Zylinder                                                                                                   |
| Ventilsteuerung:                | SV-Ventilsteuerung | SV-Ventilsteuerung | SV-Ventilsteuerung | SV-Ventilsteuerung |
| Rating S.A.E.: Rating N.A.C.C.: | 25 HP 19,6 HP | 36 HP 27,2 HP | 36 HP 27,2 HP | 42 HP 48,4 HP |
| Leistung:                       | 25 bhp (18,6 kW) | 36 bhp (26,8 kW) | 36 bhp (26,8 kW) | 45 bhp (33,6 kW) |
| Gemisch- aufbereitung:          | Vergaser Zenith-Jet | Vergaser Rayfield | Vergaser Rayfield | Vergaser Rayfield |
| Kühlung:                        | Wasserkühlung, Thermosiphon                                                                                              | Wasserkühlung, Wasserpumpe                                                                                               | Wasserkühlung, Wasserpumpe                                                                                               | Wasserkühlung, Wasserpumpe                                                                                               |
| Schmierung:                     | Schleuder- und Druckumlaufschmierung mit Ölpumpe kombiniert                                                              | Schleuder- und Druckumlaufschmierung mit Ölpumpe kombiniert                                                              | Schleuder- und Druckumlaufschmierung mit Ölpumpe kombiniert                                                              | Schleuder- und Druckumlaufschmierung mit Ölpumpe kombiniert                                                              |
| Zündung:                        | Magnet | Magnet | Magnet | Magnet |
| Antrieb:                        | Wellenantrieb mit Innenverzahnung ("Internal Gear")                                                                      | Wellenantrieb mit Innenverzahnung ("Internal Gear")                                                                      | Wellenantrieb mit Schneckengetriebe                                                                                      | Wellenantrieb mit Schneckengetriebe                                                                                      |
| Kupplung:                       | Einscheibenkupplung | Konuskupplung | Konuskupplung | Konuskupplung |
| Getriebe:                       | Fuller 3-Gang-Getriebe mit Rückwärtsgang unsynchronisiert                                                                | Brown-Lipe 3-Gang-Getriebe mit Rückwärtsgang unsynchronisiert                                                            | Brown-Lipe 3-Gang-Getriebe mit Rückwärtsgang unsynchronisiert                                                            | Brown-Lipe 3-Gang-Getriebe mit Rückwärtsgang unsynchronisiert                                                            |
| Vorderachse:                    | Starrachse, I-Beam (Doppel-T), Kugelgelenke                                                                              | Starrachse, I-Beam (Doppel-T), Kugelgelenke                                                                              | Starrachse, I-Beam (Doppel-T), Kugelgelenke                                                                              | Starrachse, I-Beam (Doppel-T), Kugelgelenke                                                                              |
| Hinterachse:                    | Starrachse, Torbensen Doppel-T                                                                                           | Starrachse, Torbensen Doppel-T                                                                                           | Starrachse, Timken Rundstahl, Full floating                                                                              | Starrachse, Timken Rundstahl, Full floating                                                                              |
| Fahrgestell:                    | Preßstahl-Leiterrahmen, Frontmotor, Hinterradantrieb, Linkslenkung mittig angeordnete Hebel für Schaltung und Handbremse | Preßstahl-Leiterrahmen, Frontmotor, Hinterradantrieb, Linkslenkung mittig angeordnete Hebel für Schaltung und Handbremse | Preßstahl-Leiterrahmen, Frontmotor, Hinterradantrieb, Linkslenkung mittig angeordnete Hebel für Schaltung und Handbremse | Preßstahl-Leiterrahmen, Frontmotor, Hinterradantrieb, Linkslenkung mittig angeordnete Hebel für Schaltung und Handbremse |
| Radstand:                       | 3150 mm | 4013 mm | 3708 mm 4343 mm | 3810 mm 4445 mm |
| Spurweite vorn:                 | 1422 mm | 1524 mm | 1524 mm | 1676 mm |
| Spurweite hinten:               | 1422 mm | 1524 mm | 1524 mm | 1676 mm |
| Radaufhängung vorn:             | Starrachse Halbelliptikfedern                                                                                            | Starrachse Halbelliptikfedern                                                                                            | Starrachse Halbelliptikfedern                                                                                            | Starrachse Halbelliptikfedern                                                                                            |
| Radaufhängung hinten:           | Starrachse Halbelliptikfedern                                                                                            | Starrachse Halbelliptikfedern                                                                                            | Starrachse Halbelliptikfedern                                                                                            | Starrachse Halbelliptikfedern                                                                                            |
| Lenkung:                        | Schneckenlenkung | Schneckenlenkung | Schneckenlenkung | Schneckenlenkung |
| Bremsen:                        | mechanisch betätigte Simplex-Trommelbremsen an der Hinterachse                                                           | mechanisch betätigte Simplex-Trommelbremsen an der Hinterachse                                                           | zwei mechanisch betätigte Trommelbremsen pro Hinterrad, Expanding                                                        | zwei mechanisch betätigte Trommelbremsen pro Hinterrad, Expanding                                                        |
| Reifen vorn:                    | 34 × 3 | 36 × 4 | 36 × 4 | 35 × 5 |
| Reifen hinten:                  | 34 × 4 | 36 × 4, Doppelbereifung                                                                                                  | 36 × 4, Doppelbereifung                                                                                                  | 35 × 5, Doppelbereifung                                                                                                  |
| Gewicht Fahrgestell:            | 1290 kg | 1810 kg | 1940 kg | 2840 kg |
| Preis Fahrgestell:              | US$ 1225,- | US$ 2200,- | US$ 2550,- | US$ 3450,- |

Infolge der Umrechnung von gerundeten Ausgangsdaten kann diese Tabelle Scheingenauigkeiten enthalten.

## Modellübersicht
Es liegen nur unvollständige Angaben vor. Die nachstehende Übersicht wurde aus verschiedenen Quellen kompiliert.
| Bauzeit belegt für | Modell NACC-Rating  | Nutzlast              | Motor Zylinder            | Leistung bhp | B × H Zoll/mm | Hubraum ci/cm³ | Antrieb              | Radstand Zoll/mm  | Listenpreis                     | Bemerkungen                                                      |
| ------------------ | ------------------- | --------------------- | ------------------------- | ------------ | ------------- | -------------- | -------------------- | ----------------- | ------------------------------- | ---------------------------------------------------------------- |
| 1911–1912          | Model B             | 1,0 tn. sh. 0,9 t     | 4 Zyl. sv Continental     |              |               |                | Ketten               |                   |                                 | Preis: 1913                                                      |
| 1911–1915          | Model A             | 2,0 tn. sh. 1,8 t     | 4 Zyl. sv Continental     |              |               |                | Ketten               | 120/3048          | US$ 1800,-                      | ; ab 1913 Timken-Hinterachsen, Linkslenkung und Mittelschaltung. |
| 1913–1916          | Model C             | 0,75 tn. sh. 0,7 t    | 4 Zyl. sv Continental     |              |               |                | Ketten               | 108/2743          | US$ 1250,-                      | Preis: 1913                                                      |
| 1913–?             | unbekannt 2,5 tn.   | 2,5 tn. sh. 2,5 t     | 4 Zyl. sv Continental     |              |               |                | Ketten               |                   | US$ 2100,-                      | keine weiteren Daten. Preis: 1913                                |
| ?–1917             | unbekannt 1,5 tn.   | 1,5 tn. sh. 1,5 t     | 4 Zyl. sv Continental     |              |               |                | Ketten               |                   | US$ 2100,-                      | keine weiteren Daten. Preis: 1913                                |
| 1916               | 15 Cwts. 18,5 HP    | 15 cwts. 0,75 t       | 4 Zyl. sv Continental     | 20           | 89×127        | 3160 cm³       | Welle, innenverzahnt |                   | GB₤ 300,-                       | Britische Quelle.Model G?                                        |
| 1916               | 20 Cwts. 18,5 HP    | 20 cwts. 1,0 t        | 4 Zyl. sv Continental     | 20           | 89×127        | 3160 cm³       | Ketten               |                   | GB₤ 360,-                       | Britische Quelle.                                                |
| 1916               | 30–40 Cwts. 15,5 HP | 30–40 cwts. 1,4–1,8 t | 4 Zyl. sv Continental     | 28           | 79×133        | 2608 cm³       | Ketten               |                   | GB₤ 490,-                       | Quelle: Red Book.                                                |
| 1916               | 40 Cwts. 15,5 HP    | 40 cwts. 1,8 t        | 4 Zyl. sv Continental     | 28           | 79×133        | 2608 cm³       | Welle, Schnecke      |                   | GB₤ 535,-                       | Quelle: Red Book.                                                |
| 1916               | 60–80 Cwts. 32,2 HP | 60–80 cwts. 2,7–3,6 t | 4 Zyl. sv Continental     | 38           | 114×140       | 5716 cm³       | Welle, Schnecke      |                   | GB₤ 750,-                       | Quelle: Red Book.                                                |
| 1916               | 110 Cwts. 32,2 HP   | 110 cwts. 5,6 t       | 4 Zyl. sv Continental     | 38           | 114×140       | 5716 cm³       | Welle, Schnecke      |                   | GB₤ 850,-                       | Quelle: Red Book.                                                |
| 1916/ 1918–1924    | Model G 19,6 HP     | 1,0 tn. sh. 0,9 t     | 4 Zyl. sv Continental     | 25           | 89×127        | 3160 cm³       | Welle, innenverzahnt | 124/3150          | GB£ 300,- US$ 1225,- US$ 1835,- | ; Daten 1918                                                     |
| 1918–?             | Model J 36 HP       | 2,0 tn. sh. 1,8 t     | 4 Zyl. sv Continental     | 36           | 105×133       | 4607 cm³       | Welle, innenverzahnt | 158/4013          | US$ 2200,-                      | Preis: 1918                                                      |
| 1918–ca. 1924      | Model D 36 HP       | 2,0 tn. sh. 1,8 t     | 4 Zyl. sv Continental     | 36           | 105×133       | 4607 cm³       | Welle, Schnecke      | 146/3708 171/4343 | US$ 2550,-                      | Preis: 1918                                                      |
| 1916/ 1918–?       | Model E 42 HP       | 3,5 tn. sh. 3,2 t     | 4 Zyl. sv Continental     | 45           | 114×140       | 5.716 cm³      | Welle, Schnecke      | 150/3810 175/4475 | GB£ 750,- US$ 3450,-            | Preis: 1918; Daten 1918                                          |
| ca. 1918–?         | unbekannt 4,5 t     | 5,0 tn. sh. 4,5 t     | Continental               |              |               |                | Welle                |                   |                                 | keine weiteren Daten.                                            |
| 1925               | Model H2 22,5 HP    | 1,5 tn. sh. 1,5 t     | 4 Zyl. sv Continental N   |              |               |                | Welle, innenverzahnt | 144/3658          |                                 | [ 3 ] [ Anm. 17 ]                                                |
| 1925               | Model K2 32,4 HP    | 4,0 tn. sh. 3,6 t     | 4 Zyl. sv Continental E-7 |              |               |                | Welle, innenverzahnt | 175/4445          |                                 | [ 3 ]                                                            |
| 1926               | Speed Truck 1,0 t   | 1,0 tn. sh. 0,9 t     | 6 Zyl. sv Continental     |              |               |                | Welle, innenverzahnt |                   | US$ 1250,-                      | Preis: 1926                                                      |